# 오한아
오한아(1978년 2월 15일 ~ )는 대한민국의 정치인이다.

## 학력
- 신계초등학교
- 염광중학교
- 국립전통예술고등학교 피리 전공
- 중앙대학교 한국음악과 96학번
- 성균관대학교 교육대학원 교육행정전공 석사

## 경력
- 2007년 : 대한민국 제17대 대통령 선거 서울특별시 선거대책위원
- 2014년 7월 1일 ~ 2018년 6월 30일 : 제7대 서울특별시 노원구의회 의원
- 2018년 7월 1일 ~ 2022년 6월 30일 : 제10대 서울특별시의회 의원

```
- 
2018년
 
7월 11일
 ~ 
2022년
 
6월 30일
 : 서울특별시의회 문화체육관광위원회 위원
```

## 역대 선거 결과
|  | 24.1% |

|  | 60.9% |

|  | 49.79% |